# Colegio del Sagrado Corazón (Rosario)
El Colegio del "Sagrado Corazón" se encuentra en la ciudad de Rosario, Argentina. Pertenece a la Congregación de los Padres del Sagrado Corazón de Jesús de Bétharram (Padres Bayoneses). 

## Reseña histórica
Los sacerdotes del Sagrado Corazón de Jesús de Betharram (Congregación fundada por San Miguel Garicoits) llegaron a América en el año 1856 con el propósito de instalar la educación católica y servir de apoyo a los inmigrantes vascos instalados en Argentina por esos años. Por tal motivo en el año 1858 se funda en la ciudad de Buenos Aires el Colegio San José. Hacia fines del siglo XIX, y siguiendo con el espíritu de ayuda de San Miguel Garicoits, la congregación decide ampliar su obra. En el año 1899 llega por primera vez a la ciudad de Rosario un sacerdote bayonés, éste era el P. Juan Magendie. El P. Juan junto con un grupo de destacados miembros de la sociedad rosarina se pone en contacto con el por entonces obispo provincial Juan Agustín Boneo y recaudan fondos para comprar un terreno y construir un edificio.
Debido a la urgencia del P. Magendie por el comienzo de la enseñanza, y la imposibilidad de contar con edificio propio, en 1900 alquila la mansión de Eloy Palacios sita en Bv. Oroño 940 de la ciudad de Rosario. El 8 de marzo de 1900 abre por primera vez sus puertas el Colegio Sagrado Corazón, con 5 años de enseñanza primaria y uno en secundaria. Su primer superior fue el P. Luis Viròn y el vicedirector el P. Martín Arrambide.
En 1908 se compra el terreno donde se encuentra actualmente el Colegio, media manzana que va desde calle Mendoza hasta 3 de febrero, sobre calle Moreno. Por esos años el superior era el P. Pedro Dubourdieu. En 1909 comienza la construcción del ala principal del edificio, y el 28 de noviembre de ese mismo año la institución comenzó a funcionar en casa propia.
El 17 de febrero de 1925 se eleva en lo más alto del Colegio el símbolo más importante con el que cuenta desde aquel entonces hasta la actualidad: la estatua del Sagrado Corazón con sus brazos abiertos. La misma fue cincelada en Francia especialmente para el Colegio.
En 1931 el P. Angel Bernasconi creó el himno oficial del Colegio. La letra fue obra suya y la musicalización estuvo a cargo del Profesor Aldo Gily. El P. Bernasconi, además de ser el impulsor y creador del Himno del Colegio, también compuso el himno de San Miguel Garicoits, fundador de la Congregación.
Bajo la dirección del P. Raymundo Peyroutet se incorporan en el año 1938 los cursos comerciales y se edifica el mástil del patio principal del Colegio. El mismo fue durante muchos años el portador de la bandera argentina más alto en la ciudad de Rosario. Por aquel entonces el Colegio contaba con casi 600 alumnos, jardín de infantes, preescolar primaria y secundaria con cursos Comercial y Bachiller Nacional.
En 1949 asume como rector el padre Enrique Urani, siendo el primer superior rosarino y exalumno del Colegio. En aquellos años el número de alumnos superaba los 1200 entre pupilos y externos.
Hacia 1967 se nombra como superior al P. Rodríguez Medina y en marzo del mismo año comenzó a funcionar la biblioteca del Colegio. Al comenzar la década del 70 llega como superior el P. Cófreces. Fue uno de los principales impulsores de la Asociación de Padres de Familia del Colegio.
La institución sigue su marcha y en los años 80 se realizan obras de ampliación del edificio construyéndose nuevas aulas. En esos años se encontraba como superior el P. Bruno Ierullo. El P. Bruno era un gran orador y promotor de campamentos, retiros y formación de grupos entre los alumnos. Con él se hicieron grandes obras en la casa de retiro que el Colegio posee en Santa Rosa de Calamuchita ( Provincia de Córdoba), así como la remodelación y construcción de nuevas instalaciones en el campo de deportes.
Los años 1990 encuentran al Colegio al mando del P. Eleuterio Cabero, posteriormente lo haría el P. Enrique Gavel y en 1997 fue nombrado superior el P. Enrique Miranda.
El Colegio Sagrado Corazón fue durante casi 100 años exclusivamente para varones, pero a fines de la década del 1990 abre sus puertas al ingreso de mujeres, contando en la actualidad con alrededor 1600 alumnos entre sus distintos niveles de enseñanza.

## Himno del Colegio Sagrado Corazón
Somos la falange ardiente
Que en la lucha quiere entrar.
Por la Patria independiente 
Por la fe , por el Hogar.
La victoria venidera
Premiara nuestro tesón
¡Y a los vientos la bandera Del Sagrado Corazón!

I
Salve, hogar de la bella adolescencia
Que endereza su vuelo hacia la luz;
Tu levantas el templo de la ciencia
Bajo los firmes brazos de la curz.
El amor que en su seno nos rodea, 
Nos hermana con lazos de afección
Y nos lleva a la lucha por la idea
De tu gloria ¡oh Sagrado Corazón!
Estrechemos las filas compañeros,
Nos reclama el combate nuestro honor,
Nadie falte al llamado:
caballeros ceñiremos la espada del valor.
Si una mano enemiga levantaraDel error el satánico tizón:
¡Levantemos más alta la preclara
Bandera del Sagrado Corazón!

II
Son tus aulas un campo de batalla
Do la idea sublime de virtud,
Ya prepara al silbar de la metralla
El valor de tu fuerte juventud.
Tu nos das el sagrado idealismo
Que nos guía certero cual pendón
Coronada la frente de heroísmo
¡Venceremos, Sagrado Corazón!
Si la patria en peligro nos reclama
A alistarnos corramos sin tardar;
Con el fuego de la vibrante llama
Que encendimos en este Santo Hogar.
Si es preciso, daremos nuestra vida
En sus aras, cual última razón:
 El que muera por ti patria querida
Será prez del Sagrado Corazón.

La 4 y la 5 estrofas son muy poco utilizadas

## Sacerdotes rectores del Colegio desde 1900 al 2000
- 1900-1904: R.º P. Luis Viron
- 1904-1921: R.º P. Pedro Dubourdieu
- 1922-1925: R.º P. León Baradat
- 1926-1931: R.º P. Bernardo Bourie
- 1931-1937: R.º P. Juan Lartigau
- 1938-1946: R.º P. Raymundo Peyroutet
- 1946-1949: R.º P. Emilio Auston
- 1949-1954: R.º P.  Enrique Urani (rosarino y exalumno)
- 1955-1961: R.º P. Raymundo Peyroutet
- 1961-1965: R.º P. Enrique Huwel
- 1966-1967: R.º P. Luis Toracca
- 1967-1969: R.º P. Clemente Rodríguez Medina
- 1970-1979: R.º P. Antonio Cofreces
- 1979-1984: R.º P. Bruno Ierullo
- 1985-1987: R.º P. Antonio Cofreces
- 1988-1990: R.º P. Bruno Ierullo
- 1991-1993: R.º P. Eleuterio Cabero del Pozo
- 1994-1996: R.º P. Enrique Gavel Danten
- 1997-2000: R.º P. Enrique Miranda